# NGC 7022
NGC 7022 este o galaxie situată în constelația Indianul. A fost descoperită în 2 octombrie 1834 de către John Herschel. Se află la o distanță de 31,98 de megaparseci de Pământ.